# المکی
المکی، روستایی از توابع فرمانداری شهرستان سلطانیه، بخش مرکزی در استان زنجان ایران است.

## جمعیت
این روستا در دهستان خیرآباد شهرستان سلطانیه قرار دارد و براساس سرشماری مرکز آمار ایران در سال۱۳۹۰، جمعیت آن ۷۵۰ نفر (۱۱۰خانوار) بوده‌است.